# Sébastien Martins

a Compétitions nationales et continentales officielles uniquement.

b Matchs officiels uniquement.
Sébastien Martins est un joueur de rugby à XIII français, né le 18 novembre 1985. Passé sous les couleurs des Dragons Catalans en Super League. Son contrat avec la franchise française a pris fin en 2011. Après un court passage de deux mois au Toulouse Olympique, il signe au FC Lézignan dans le championnat de France Elite de rugby à XIII pour les saisons 2011 et 2012
Il est le seul joueur des Dragons Catalans à avoir évolué lors de la première saison de l'équipe en 2006, puis, après cet essai, selon le site officiel des Dragons, « peu convaincant », à avoir reçu une deuxième chance et être rappelé en 2009.
À partir de 2012, Sébastien Martins a évolué à l'étranger, d'abord dans un club situé dans le Nord de l'Angleterre, puis en Australie où il a joué une saison à Canberra avant de rejoindre le club Broncos de Brisbane dans le Queensland, pour la saison 2013-2014. Il a ensuite été recruté par un club anglais de Chester où il a effectué une saison.
Depuis le 2 novembre 2014, il joue au club Crizzlies de Limoux où il a marqué deux essais.

## Biographie

### Formation
Sébastien Martins, fils de Bernard et Marie-Carmen Martins, né le 18 novembre 1985, s'est élevé au village de Saint-Nazaire-en-Roussillon, près de Canet-en-Roussillon dans les Pyrénées-Orientales, où il a fréquenté l'école élémentaire avant de rejoindre le collège de Cabestany.
Il a ensuite fait un cursus de Sport étude au STAPS Toulouse (Faculté des Sciences du Sport et du Mouvement Humain de Toulouse) pendant une année et demie et, à l'âge de dix-sept ans et demi, s'est vu intégré dans les rangs du rugby à XIII professionnel,.

### Parcours

#### France
- Saison 2003/2004 : Union Treiziste Catalane
- Saison 2004/2005 : Union Treiziste Catalane
- Saison 2007 : Dragons Catalans
- Saison 2007/2008 : Salanque Méditerranée Pia XIII
- Saison 2008/2009 : Salanque Méditerranée Pia XIII
- Saison 2009/2010 : Salanque Méditerranée Pia XIII
- Saison 2009/2010 : Dragons Catalans
- Saison 2010/2011: Dragons Catalans
- Saison 2011/2012 : Fin de saison (deux mois) Toulouse Olympique[4].
- Fin 2014 et début 2015 : Grizzlies à compter du 2 novembre 2014

#### Étranger

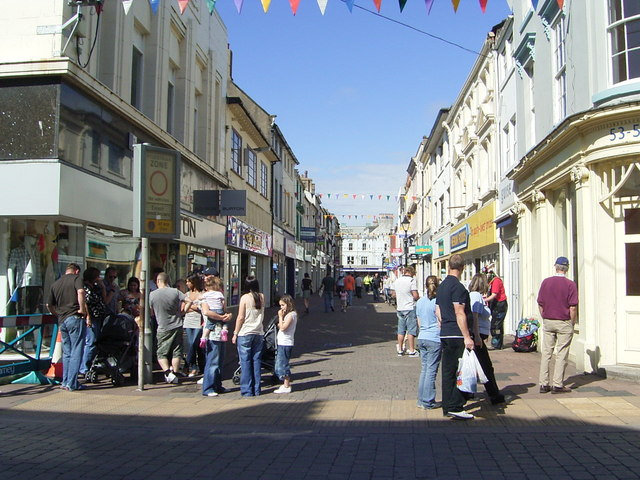
Whitehaven .
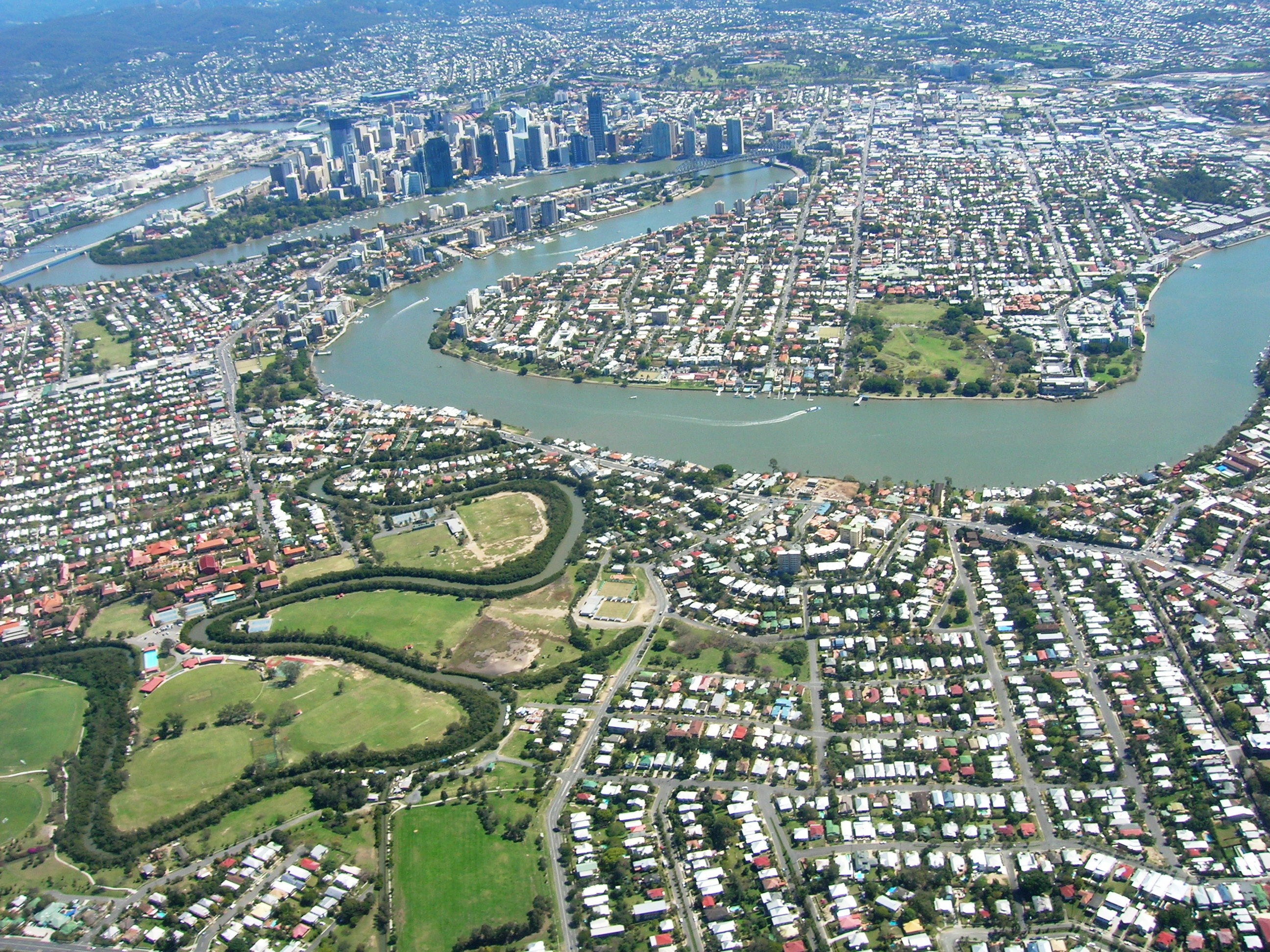
Brisbane, vue aérienne.
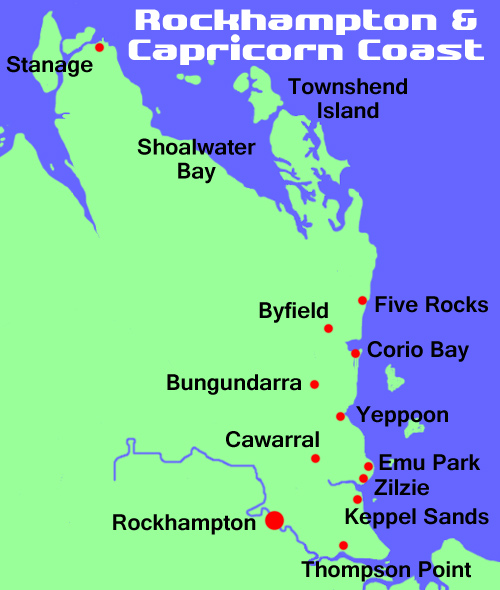
Côte du Capricorne, Australie.
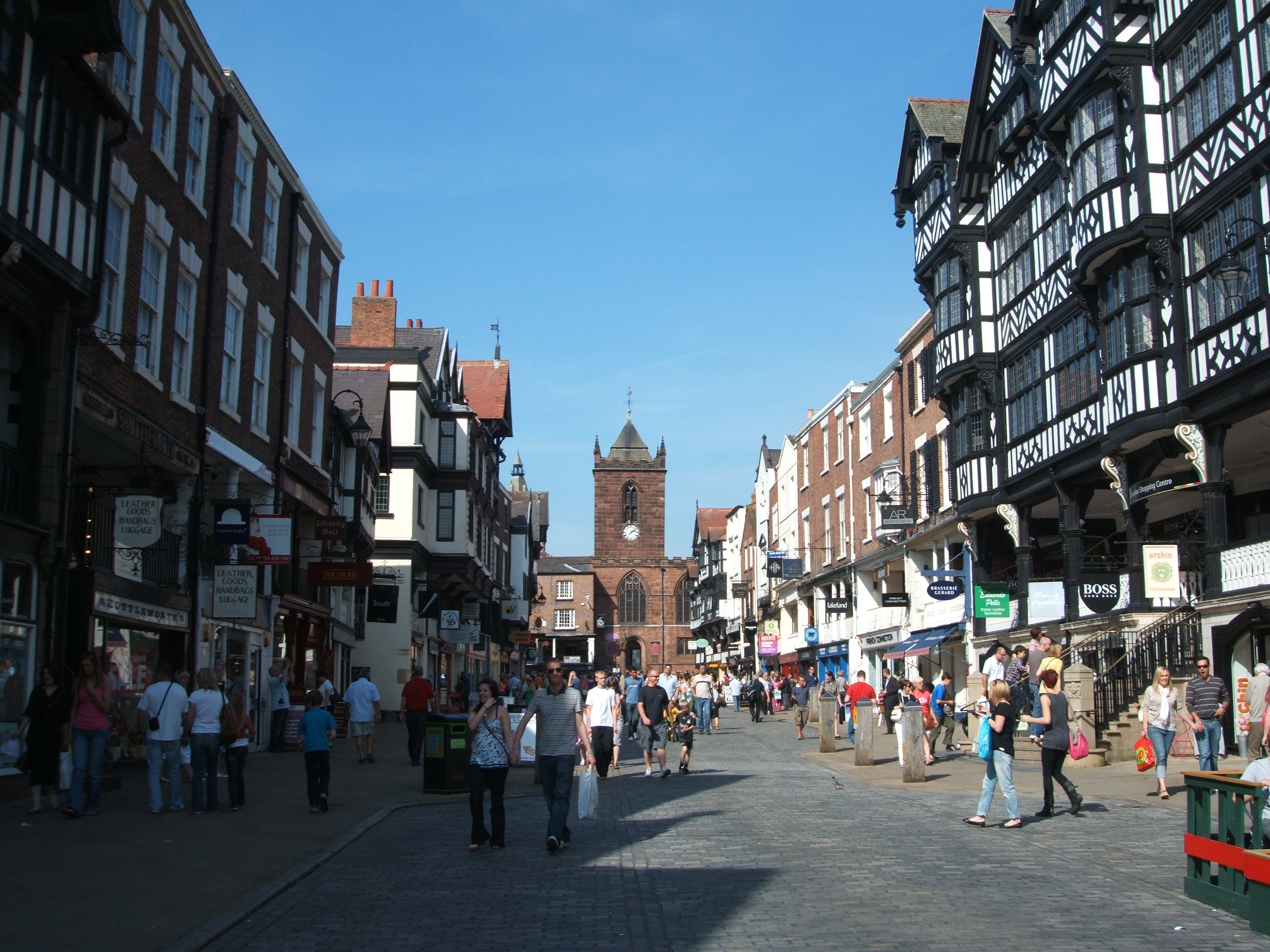
Bridge Street à Chester, (Cheshire), montrant Chester Rows et St Peter's Church.
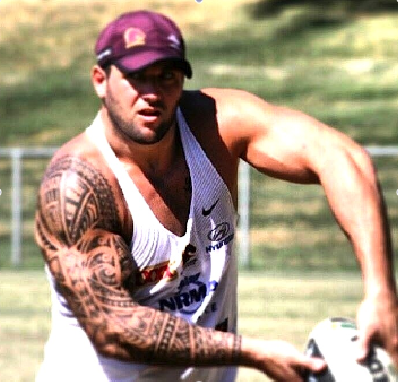
Sébastien Martins en Australie.

- Saison 2012-2013 : Whitehaven RLFC, (Cumbria, Angleterre)[5], de novembre 2012 à mai 2013.
- Saison 2012-2013 : Canberra, Australie, arrivée le 16 mai 2013.
- Saison 2013-2014 : Brisbane Broncos, Australie[6].
- Saison 2014 : de juin à septembre, Northwale Crusaders à Chester, (Cheshire, Angleterre).
- Saison 2015 : d'octobre à avril, XIII Limouxin, qui évolue en Élite I ;  à partir du 11 mai, Sébastien Martins retourne en Angleterre[7] et signe à Newcastle Thunder « plutôt qu'au LOU ou à Sheffield », commente Hervé Girette[8].`

#### Retour en France
- Saison 2016 : XIII Limouxin, Élite 1.
- Saison 2017 : XIII Limouxin, Élite 1.

## Carrière internationale
- France : 9 sélections.
  - 2009 : test match avec Angleterre.
  - 2009 : test match avec Angleterre et Australie.
  - 2010 : test match avec Nouvelle-Zélande et pays de Galles, Écosse et Irlande, finale avec Pays de Galles.

## Palmarès

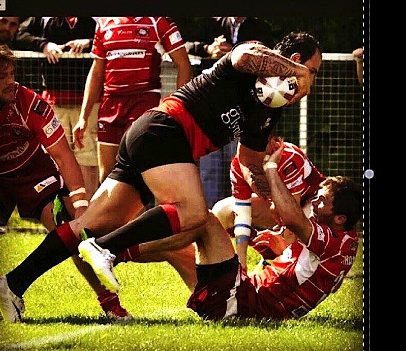
Sébastien Martins en Angleterre.

- 2007 : Vainqueur du Championnat de France Élite 1 avec le Salanque Méditerranée Pia XIII.
- 2007 : Vainqueur de la Coupe de France Lord Derby avec le Salanque Méditerranée Pia XIII.
- 2008 : Finaliste du Championnat de France avec le Salanque Méditerranée Pia XIII.

## Statistiques

### En Super league France
| Saison | Club             | Championnat  | Matchs | Essais | Transf. | Drops | Carton jaune | Carton rouge | Points |
| ------ | ---------------- | ------------ | ------ | ------ | ------- | ----- | ------------ | ------------ | ------ |
| 2006   | Dragons Catalans | Super League | 4      | 0      | 0       | 0     | 0            | 0            | 0      |
| 2009   | Dragons Catalans | Super League | 3      | 3      | 0       | 0     | 0            | 0            | 12     |
| 2010   | Dragons Catalans | Super League | 12     | 2      | 0       | 0     | 0            | 0            | 10     |
| TOTAL  | TOTAL            | TOTAL        | 19     | 5      | 0       | 0     | 0            | 0            | 45     |

### À l'étranger
| Saison | Club               | Championnat             | Matchs | Essais | Transf. | Drops | Carton jaune | Carton rouge | Points |
| ------ | ------------------ | ----------------------- | ------ | ------ | ------- | ----- | ------------ | ------------ | ------ |
| 2012   | Whitehaven RLFC    | Super League Angleterre | 15     | 6      | 0       | 0     | 0            | 0            | 30     |
| 2013   | Canberra Kangaroos | Super League Australie  | 18     | 12     | 0       | 0     | 0            | 0            | 12     |
| 2014   | Brisbane Broncos   | Super League Australie  | 13     | 7      | 0       | 0     | 0            | 0            | 35     |
| 2012   | Chester RLFC       | Super League Angleterre | 20     | 5      | 0       | 0     | 0            | 0            | 30     |
| TOTAL  | TOTAL              | TOTAL                   | 76     | 25     | 0       | 0     | 0            | 0            | 150    |

## Distinctions personnelles
- 2009 : Participation au tournoi des Quatre Nations avec l'équipe de France.
- 2010 : Participation à la coupe d'Europe des nations de rugby à XIII avec l'équipe de France.
- 2011 : Trois test matchs avec l'équipe de France.